# Garātī
Garātī (persiska: گراتی) är en ort i Iran.   Den ligger i provinsen Nordkhorasan, i den nordöstra delen av landet, 600 km öster om huvudstaden Teheran. Garātī ligger 1 133 meter över havet och antalet invånare är 798.
Terrängen runt Garātī är platt söderut, men norrut är den kuperad.Runt Garātī är det ganska glesbefolkat, med 30 invånare per kvadratkilometer. Garātī är det största samhället i trakten. Trakten runt Garātī består i huvudsak av gräsmarker.